# Conrad N. Hilton Humanitarian Prize
Der Conrad N. Hilton Humanitarian Prize ist eine Auszeichnung für besondere humanitäre Verdienste. Er wird von der Conrad N. Hilton Foundation seit 1996 an nichtstaatliche Organisationen für besondere Leistungen in der Behebung menschlichen Leidens vergeben. Das Preisgeld beträgt 1,5 Millionen US-Dollar und wird jährlich im Herbst vergeben.
Die Verleihung des Preises beruht auf der Philosophie des Hoteliers Conrad Hilton, Hilfe anzubieten für die am meisten Not Leidenden und am stärksten Benachteiligten.
There is a natural law that obliges you and me to relieve the suffering, the distressed and the destitute. – Conrad N. Hilton: Last Will and Testament
(Übersetzt: Es gibt ein Naturgesetz, das uns alle verpflichtet, den Leidenden, Bedrängten und Verzweifelten Erleichterung zu verschaffen.)

## Preisträger
- 1996 – Operation Smile
- 1997 – International Rescue Committee
- 1998 – Ärzte ohne Grenzen
- 1999 – African Medical and Research Foundation
- 2000 – Casa Alianza
- 2001 – St Christopher’s Hospice
- 2002 – SOS-Kinderdorf
- 2003 – International Rehabilitation Council for Torture Victims
- 2004 – Heifer International
- 2005 – Partners in Health
- 2006 – Women for Women International
- 2007 – Tostan
- 2008 – Bangladesh Rural Advancement Committee
- 2009 – Program for Appropriate Technology in Health
- 2010 – Aravind Eye Care System
- 2011 – Handicap International im Global Philanthropy Forum, Redwood City
- 2012 – HelpAge International
- 2013 – ECPAT International (siehe ECPAT)
- 2014 – Fountain House/Clubhouse International